# Championnats de France d'athlétisme 1960
Navigation
Championnats 1959 Championnats 1961
Les Championnats de France d'athlétisme 1960 ont eu lieu du 22 au 24 juillet 1960 au Stade Yves-du-Manoir de Colombes. Les épreuves combinées se déroulent les 6 et 7 août 1960 à Fontainebleau.

## Palmarès
| Discipline        | Hommes             | Hommes            | Femmes                | Femmes       |
| ----------------- | ------------------ | ----------------- | --------------------- | ------------ |
| 100 m             | Claude Piquemal    | 10 s 5            | Catherine Capdevielle | 11 s 6       |
| 200 m             | Paul Genevay       | 21 s 1            | Catherine Capdevielle | 24 s 4       |
| 400 m             | Pierre Haarhoff    | 47 s 6            | Josette Baujard       | 57 s 2       |
| 800 m             | Pierre-Yvon Lenoir | 1 min 49 s 8      | Maryvonne Dupureur    | 2 min 11 s 0 |
| 1 500 m           | Michel Jazy        | 3 min 42 s 2      | -                     | -            |
| 5 000 m           | Michel Bernard     | 13 min 55 s 6     | -                     | -            |
| 10 000 m          | Robert Bogey       | 29 min 42 s 2     | -                     | -            |
| 20 km marche      | Henri Delerue      | 1 h 35 min 24 s 2 | -                     | -            |
| 80 m haies        | -                  | -                 | Denise Guénard        | 11 s 5       |
| 110 m haies       | Jacques Déprez     | 14 s 5            | -                     | -            |
| 400 m haies       | Georges Mysson     | 54 s 1            | -                     | -            |
| 3 000 m steeple   | Guy Texereau       | 9 min 05 s 0      | -                     | -            |
| Saut en longueur  | Ali Brakchi        | 7,32 m            | Madeleine Thétu       | 5,65 m       |
| Triple saut       | Eric Battista      | 15,67 m           | -                     | -            |
| Saut en hauteur   | Mahamat Idriss     | 2,09 m            | Joëlle Girard         | 1,57 m       |
| Saut à la perche  | Bernard Balastre   | 4,30 m            | -                     | -            |
| Lancer du poids   | Pierre Colnard     | 16,36 m           | Raymonde Rysman       | 12,82 m      |
| Lancer du disque  | Pierre Alard       | 52,88 m           | Marthe Bretelle       | 42,90 m      |
| Lancer du marteau | Guy Husson         | 59,19 m           | -                     | -            |
| Lancer du javelot | Michel Macquet     | 77,35 m           | Suzanne Cathiard      | 43,53 m      |
| Décathlon         | René-Jean Monneret | 6 090 pts         | -                     | -            |
| Pentathlon        | -                  | -                 | Jeanine Allaire       | 4 051 pts    |